# Высоковольтная линия постоянного тока Лейте-Лусон
Высоковольтная линия постоянного тока Лейте-Лусон на Филиппинах соединяет геотермальные электростанции на острове Лейте и южную часть острова Лусон. Линия была введена в эксплуатацию 10 августа 1998.
ЛЭП начинается на преобразовательной станции в городе Ормок (провинция Лейте) и заканчивается на преобразовательной станции в городе Нага (провинция Камаринес Сур). Линия состоит из трех частей:
- Воздушная линия остров Лейте — остров Самар
- Подводные кабели через пролив Сан-Бернардино между островом Самар и островом Лусон
- Воздушная линия на Лусоне

Длина подводного кабеля составляет 21 км, а полная длина воздушной линии составляет 432 км. HVDC Лейте-Лусон может передавать мощность до 440 МВт на монополярной схеме напряжением 350 кВ.
Пересечение пролива Сан-Хуанико выполнено воздушной линией.
Назначение ЛЭП — энергоснабжение системы переменного тока города Манилы. Кроме функции соединения энергосистем, HVDC Лейте-Лусон стабилизирует электрическую сеть переменного тока. Линия была создана ABB в сотрудничестве с Marubeni Coproration.